# Three Nine
Three Nine to wspólny album dwóch znanych w środowisku neofolk artystów: Tony’ego Wakeforda i Matta Howdena.

Płyta wydana w 2000 roku (zob. 2000 w muzyce) przez oficynę Tursa.

## Spis utworów
1. Thurisaz I
2. Ginnungagap III
3. Hagalaz I
4. Thurisaz II
5. Ginnungagap II
6. Hagalaz III
7. Thurisaz III
8. Ginnungagap I
9. Hagalaz II
10. Death's Head
11. Death's Head (Instrumental)